# ВОАПП
ВОАПП (рос. Всесоюзное объединение Ассоциаций пролетарских писателей) — організація, створена на I Всесоюзному з'їзді пролетарських письменників (Москва, 1928). У роботі з'їзду брали участь представники літератури 30 народностей. У ВОАПП увійшли: РАПП (РРФСР), Всеукраїнська спілка пролетарських письменників, Асоціації Білорусії, Закавказзя, Туркменістану, Узбекистану і московське літературне об'єднання «Кузница».
У 1932 році постановою ЦК ВКП (б) «Про перебудову літературно-художніх організацій» від 23 квітня 1932 р на виконання рішення XVI з'їзду ВКП (б), був розпущений разом з РАПП і Пролеткультом.